# Northern Brewer
Northern Brewer is een hopvariëteit, gebruikt voor het brouwen van bier.
Deze hopvariëteit is een "bitterhop", bij het bierbrouwen voornamelijk gebruikt voor zijn bittereigenschappen. Deze Engelse variëteit werd in 1934 gekweekt door Prof. Salmon in het Wye College te Kent. Het is een kruising tussen Canterbury Golding en een mannelijke plant OB21. Deze soort wordt ook geteeld in Spanje, Duitsland, Verenigde Staten en België (Poperinge).

## Kenmerken
- Alfazuur: 7 – 11%
- Bètazuur: 3,5 – 5%
- Eigenschappen: universele hop met een aangenaam aroma

Admiral ·
Agnus ·
Ahil ·
Ahtanum ·
Alpharoma ·
Amarillo ·
Apollo ·
Apolon ·
Aquila ·
Aramis ·
Ariana ·
Atlas ·
Aurora ·
Azacca ·
Bačka ·
Banner ·
Beata ·
Belma ·
Blisk ·
Boadicea ·
Bobek (Styrian Golding B) ·
Bor ·
Bouclier ·
Bramling Cross ·
Bravo ·
Brewer's Gold ·
Buket ·
Bullion ·
Calicross ·
Callista ·
Calypso ·
Cascade ·
Cashmere ·
Cekin ·
Celeia ·
Centennial ·
Cerera ·
Challenger ·
Chelan ·
Chinook ·
Cicero ·
Citra ·
Cluster ·
Coigneau ·
Columbus ·
Comet ·
Crystal ·
Delta ·
Dunav ·
East Kent Goldings ·
Ekuanot ·
El Dorado ·
Elsasser ·
Eroica ·
Extra Styrian Dana ·
Feux-Cœur Français ·
First Gold ·
Fuggle ·
Galaxy ·
Galena ·
Glacier ·
Goldings ·
Green Bullet ·
Greenburg ·
Groene Belle ·
Hallertau Aroma ·
Hallertau Blanc ·
Hallertau Hersbrucker ·
Hallertau Mittelfrüh ·
Hallertauer Magnum ·
Hallertauer Taurus ·
Harmonie ·
Herald ·
Herkules ·
Horizon ·
Hüll Melon ·
J-007 ·
Junga ·
Kohatu ·
Liberty ·
Loeren ·
Loral ·
Lubelski ·
Lublin ·
Mandarina Bavaria ·
Marynka ·
Merkur ·
Millennium ·
Mosaic ·
Motueka ·
Mount Hood ·
Mount Rainier ·
Nelson Sauvin ·
Neoplanta ·
Newport ·
Northdown ·
Northern Brewer ·
Nugget ·
Opal ·
Outeniqua ·
Pacifica ·
Pacific Gem ·
Pacific Jade ·
Palisade ·
Perle ·
Phoenix ·
Pilgrim ·
Pilot ·
Pioneer ·
Polaris ·
Precoce de Bourgogne ·
Premiant ·
Pride of Ringwood ·
Progress ·
Qingdao Da Hua ·
Rakau ·
Riwaka ·
Rubin ·
Saaz ·
San Juan Ruby Red ·
Santiam ·
Saphir ·
Satus ·
Savinjski Golding ·
Simcoe ·
Sládek ·
Smaragd ·
Sonnet ·
Sorachi Ace ·
Southern Brewer ·
Southern Cross ·
Southern Promise ·
Southern Star ·
Sovereign ·
Spalt Select ·
Stella ·
Sterling ·
Sticklebract ·
Strisselspalt ·
Styrian Golding ·
Summer ·
Summit ·
Super Alpha ·
Super Galena ·
Super Pride ·
Sybilla ·
Tardif de Bourgogne ·
Target ·
Tettnang ·
Tillicum ·
Tomahawk ·
Topaz ·
Tradition ·
Triskel ·
Ultra ·
Vanguard ·
Vojvodina ·
Whitbreads Golding Variety ·
Wai-iti ·
Waimea ·
Wakatu ·
Warrior ·
Willamette ·
Yeoman ·
Zeus